# Jardín Botánico Tropical e Instituto de Investigación de Kerala
El Jardín Botánico Tropical e Instituto de Investigación de Kerala, en inglés : Tropical Botanical Garden and Research Institute (TBGRI), es una zona de vegetación natural preservada (75 hectáreas), jardín botánico (46 hectáreas), arboreto ( 35 hectáreas), e instituto de investigación autónomo de las plantas de la India, que conserva la colección de germoplasma vivo de plantas tropicales más grande de entre los jardines botánicos en Asia. 
Es miembro del BGCI, y presenta trabajos para la Agenda Internacional para la Conservación en los Jardines Botánicos. 
Su código de reconocimiento internacional como institución botánica, así como las siglas de su herbario es TBGT.

## Localización
El Tropical Botanic Garden and Research Institute Pacha Palode, Thiruvananthapuram 695 562, Kerala, India
Planos y vistas satelitales.8°30′12.96″N 76°57′7.56″E / 8.5036000, 76.9521000
- Promedio Annual de Lluvias: 2500 mm
- Altitud: 100.00 m s. n. m.

## Historia
El Instituto de Investigación es un instituto autónomo establecido por el gobierno de Kerala el 17 de noviembre de 1979 en Trivandrum o Thiruvananthapuram, la ciudad capital de Kerala. Funciona bajo administración del departamento de ciencia, tecnología y medioambiente, del gobierno de Kerala. 
El Real Jardín Botánico de Kew (RBGK), jugó un papel muy significativo en la formación y el diseño que presenta el jardín de TBGT en sus etapas iniciales.

## Colecciones
Entre las colecciones que albergan son de destacar :

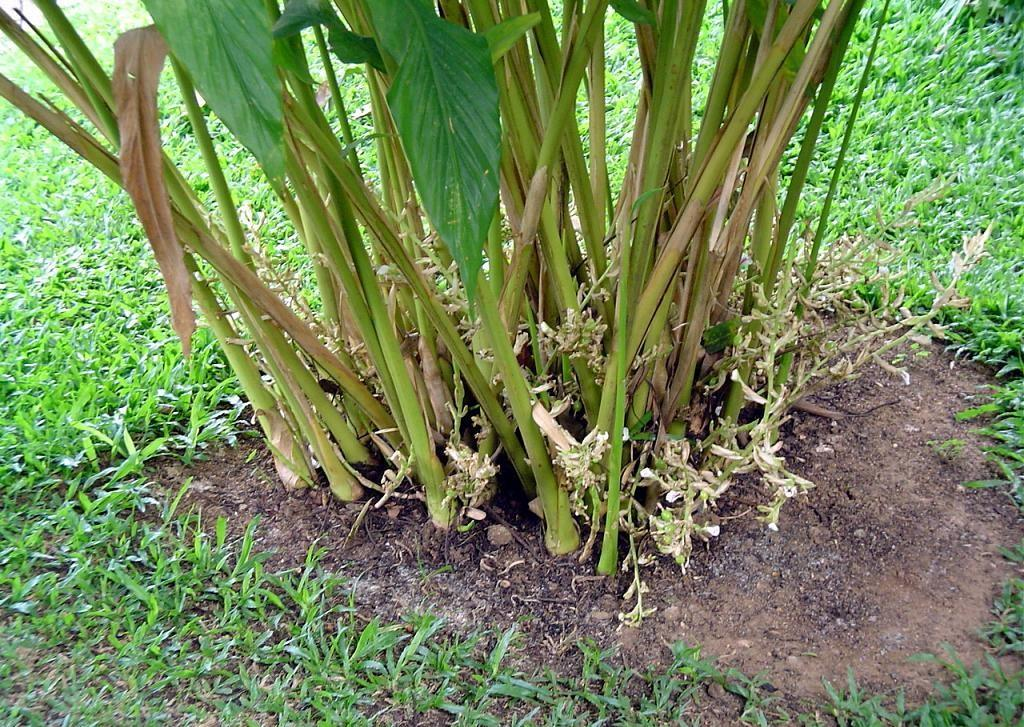
Planta de Cardamomo (Elettaria cardamomum) planta que se cría en Kerala especialmente en las montañas del este. Las vainas se encuentran en la base de la planta.

- Arboreto de unas 35 hectáreas, con árboles y lianas leñosas con 800 especies,
- Plantas medicinales, aromáticas y de especias con 1000 species,
- Orquídeas con 600 especies y 150 híbridos,
- Bambús con 60 especies,
- Especies de plantas raras y amenazadas con 200 especies;
- Helechos y plantas helecho afines con 150 especies;
- Palmas con 110 especies;
- Cycas con 35 especies;
- Jengibres con 50 especies;
- Bougainvillea,
- Plumeria con 50 variedades cada una,
- Plantas ornamentales silvestres con 200 especies;
- Plantas frutales silvestres con 50 especies;
- Jasmines con 50 especies/variedades);
- Plantas insectívoras con 10 especies
- Numerosas variedades de plantas ornamentales.
- Herbario con 51104 especímenes.

Establecimiento de un Banco Nacional de Genes de Plantas Medicinales y Aromáticas, incluyendo un Banco de tejido Meristemático, Banco de semillas, Crio Banco y Banco de genes de Campo bajo el apoyo financiero del Departamento de Biotecnología del Gobierno de la India.

## Actividades
- El instituto hace investigaciones en los campos de la biotecnología y de la taxonomía, que son los dos temas que fueron considerados de una importancia inmediata en el desarrollo del jardín. Mientras que los taxonomistas prepararon una flora del jardín en la que estuviera representada la rica abundancia de plantas nativas de la región y de la India. Antes de la introducción que siguió posteriormente, de las plantas de importancia comercial, para ser multiplicadas en masa por los biotecnólogos, especialmente las orquídeas para su cultivo y distribución al público en general.
- El TBGT hace un examen comprensivo de las plantas de interés económico de la abundante Flora de Kerala, con miras a conservar, preservar y mantener para utilizar en un futuro la riqueza vegetal. El instituto realiza la investigación botánica, hortícola y química para la mejora y el cultivo de las plantas; e instalaciones para mejorar la oferta de plantas ornamentales y propagarlas en el contexto más amplio de los viveros de los establecimientos del comercio de la jardinería doméstica y de la flor cortada.
- El cultivo y la propagación de plantas de la India y de otros países de condiciones climáticas comparables, se tiene en cuenta con vistas a un desarrollo económico de Kerala en particular y de la India en general.
- Por el TGGT se han iniciado actividades encaminadas a ayudar a la enseñanza botánica y para crear la comprensión pública del valor de la investigación de las plantas. Plantas medicinales de los jardines de TBGT, plantas ornamentales y varias plantas introducidas de valor económico o estético.
- El TBGT sirve también como fuente de plantas mejoradas que no están fácilmente disponibles por otros medios.

Las investigaciones científicas de las plantas se canalizan a través de los siguientes Departamentos:
1. Horticultura y Jardinería
2. Biotecnología vegetal
3. Ciencias Bioinformáticas y Evolución 
4. Biología conservacionista 
5. Fitoquímica 
6. Etnofarmacología y Etnomedicina 
7. Microbiología 
8. Biblioteca y Servicios de Información

## Los objetivos del TBGRI
- Para realizar una investigación botánica, hortícola y química para la mejora y el cultivo de la planta.
- Organizar un banco de germoplasma de plantas de interés económico para el estado en el caso de que las especies ya no se encuentren vivas en estado silvestre.
- Para establecer un centro de producción modelo para traducir los frutos de la investigación en ventaja de utilidad pública que conduce a las empresas industriales que se basan en su cultivo y comercialización.
- Crear un arboretum en aproximadamente la mitad del área del jardín, con los especímenes más representativos de los árboles de Kerala e India, y con loa árboles de valor económico de otras zonas tropicales del mundo.
- Para prepara una flora de Kerala.
- Para establecer mejoras del cultivo celular con especial referencia a la mejora de semillas/frutos/flores y facilitar la propagación de las plantas.
- Para hacer trabajos de jardinería en su planificación y en su investigación.
- Para hacer la investigación química de plantas de una potencial importancia medicinal.
- Trabajar en colaboración con instituciones similares de la India y del extranjero.
- Para promover y establecer estudios científicos modernos de investigación y del desarrollo referente a las plantas de importancia de la India y Kerala.